# Miltinus musgravei
Miltinus musgravei är en tvåvingeart som beskrevs av M. Josephine Mackerras 1928. Miltinus musgravei ingår i släktet Miltinus och familjen Mydidae. Inga underarter finns listade i Catalogue of Life.